# Prvenstvo Anglije 1946
Prvenstvo Anglije 1946 v tenisu.

## Moški posamično
Yvon Petra :  Geoff Brown, 6-2, 6-4, 7-9, 5-7, 6-4

## Ženske posamično
Pauline Betz :  Louise Brough, 6-2, 6-4

## Moške dvojice
Tom Brown /  Jack Kramer :  Geoff Brown /  Dinny Pails, 6–4, 6–4, 6–2

## Ženske dvojice
Louise Brough /  Margaret Osborne :  Pauline Betz /  Doris Hart, 6–3, 2–6, 6–3

## Mešane dvojice
Louise Brough  /  Tom Brown :  Dorothy Cheney /  Geoff Brown, 6–4, 6–4